# Globus (zespół)
Globus (oficjalnie, Globus Music, Inc.) – zespół muzyczny, którego właścicielem jest Immediate Music w Santa Monica w Kalifornii. Muzyka tworzona jest do zwiastunów filmowych, a zespół składa się z producentów filmowych, muzyków i wokalistów.
Główny kompozytor Yoav Goren i Jeffrey Fayman wydają albumy poprzez wytwórnię Imperativa Records. Styl muzyczny to przede wszystkim symfoniczny rock i elementy symfonicznego metalu.
Światowa premiera zespołu miała miejsce w Wielkiej Sali w Wembley w Londynie 26 lipca 2006 roku a miesiąc później został wydany ich pierwszy album Epicon.

## Styl muzyczny
Styl muzyczny Globus jest bardzo zróżnicowany, począwszy od brzmień orkiestry, a kończąc na pompatycznym symfonicznym rocku. Niekiedy pojawiają się elementy muzyki światowej oraz symfonicznego metalu. Niektóre utwory zostały użyte jako muzyka w zwiastunie Spider-Man 2.

## Dyskografia

### Utwory
- Prelude (On Earth As in Heaven)
- Spiritus Khayyam
- Orchard of Mines
- Wyatt Earth
- Preliator
- Europa

### Albumy studyjne
- Epicon (2006)
- Break from This World (2011)

### Albumy Live
- Epic Live! (2010)
- Studio Live (2012)

### Wydania DVD
- Globus Live at Wembley (2008)

## Członkowie zespołu
- Lisbeth Scott – Frontman
- Scott Ciscon – Frontman
- Anneke van Giersbergen – Chór
- Christine Navarro – Chór
- Yoav Goren – Organy, chór
- Daniel Pursey – Gitara, frontman
- Ryan Hanifl – Gitara, frontman
- Tate Simms – Gitara basowa
- Mark Richardson – Perkusja
- Jeffrey Fayman – Perkusja
- Robert Fripp
- Sammy Allen
- Kfir Melamed – Bass
- Hiro Goto – Smyczki
- Mike Horick – Perkusja
- Bernard Yin – Gitary